# Асандр
Асандр (грец. Άσανδρoς, * 84 до.н.е.— 17 до н. е.) — боспорський намісник понтійського царя Фарнака, сина Мітрідата VI Євпатора.

## Життєпис
У 47 до н. е. після поразки Фарнака у війні проти Риму проголосив себе спочатку архонтом, потім царем Боспорського царства. У наступній міжусобній боротьбі переміг Фарнака і одружився з його дочкою Динамією, забезпечивши таким чином спадкоємність влади. Стосунки з Римом в Асандра були складні. Йому довелося відбивати наступ ставленика Юлія Цезаря — Мітрідата Пергамського.
Лише за римського імператора Августа Асандр був визнаний боспорським царем, це сталося між 27 і 17 до н. е.. Вів активну зовнішню політику, розширяючи межі держави на Кримському і Таманському півостровах і в Приазов’ї. Після смерті Асандра почалася династична криза, що закінчилася приходом до влади царя Аспурга.

## Родина
Дружина: Динамія
Діти: Асандр II, Тимоней, Ольбіна

## Див.також
- Боспорські царі